# Nazim Hüseynov
Nazim Hüseynov, también transliterado como Nazim Guseinov –en ruso, Назим Гусейнов– (Bakú, 2 de agosto de 1969) es un deportista azerbaiyano que compitió para la URSS en judo.
Participó en los Juegos Olímpicos de Barcelona 1992, representando al Equipo Unificado y obteniendo una medalla de oro en la categoría de –60 kg. Ganó dos medallas en el Campeonato Mundial de Judo, plata en 1993 y bronce en 1991, y tres medallas en el Campeonato Europeo de Judo entre los años 1992 y 1994.

## Palmarés internacional
| Representando a la URSS           |                    |                   |           |
| Campeonato Mundial                |                    |                   |           |
| Año                               | Lugar              | Medalla           | Categoría |
| 1991                              | Barcelona (España) | Medalla de bronce | –60 kg    |
| Representando al Equipo Unificado |                    |                   |           |
| Juegos Olímpicos                  |                    |                   |           |
| Año                               | Lugar              | Medalla           | Categoría |
| 1992                              | Barcelona (España) | Medalla de oro    | –60 kg    |
| Representando a la CEI            |                    |                   |           |
| Campeonato Europeo                |                    |                   |           |
| Año                               | Lugar              | Medalla           | Categoría |
| 1992                              | París (Francia)    | Medalla de oro    | –60 kg    |
| Representando a Azerbaiyán        |                    |                   |           |
| Campeonato Mundial                |                    |                   |           |
| Año                               | Lugar              | Medalla           | Categoría |
| 1993                              | Hamilton (Canadá)  | Medalla de plata  | –60 kg    |
| Campeonato Europeo                |                    |                   |           |
| Año                               | Lugar              | Medalla           | Categoría |
| 1993                              | Atenas (Grecia)    | Medalla de oro    | –60 kg    |
| 1994                              | Gdańsk (Polonia)   | Medalla de plata  | –60 kg    |